# Tatort: Man stirbt nur zweimal
Man stirbt nur zweimal ist ein Fernsehfilm aus der Krimireihe Tatort. Der vom WDR produzierte Beitrag ist die 1284. Tatort-Episode und wurde am 15. Dezember 2024 im SRF, im ORF und im Ersten ausgestrahlt. Das Münsteraner Ermittlerduo Thiel und Boerne ermittelt seinen 46. Fall.

## Handlung
Rechtsanwalt Weintraub hat vor Gericht erstritten, dass eine Lebensversicherung Doreen Prätorius die Versicherungssumme für ihren verschollenen und für tot erklärten Mann ausbezahlen muss. Als er sie nach dem Gerichtstermin heimfährt, vergisst sie einen Ordner in seinem Wagen. Er will ihn ihr bringen, doch sie reagiert nicht auf sein Klingeln. So betritt er das Haus durch eine offene Tür und sieht, wie Doreen Prätorius auf einer Galerie über dem Wohnzimmer einen Mann umarmt und mit diesem mit Champagner auf den gewonnenen Prozess anstößt. Der Mann gibt sich als ihr angeblich bei einer Reise in den südamerikanischen Dschungel verschollener Gatte Jonas zu erkennen. Er hat sich zweieinhalb Jahre in einem Teil des Kellers versteckt, der nur über eine durch ein Regal getarnte Geheimtür zu erreichen ist. Jonas Prätorius bietet Weintraub, der ihn zuerst wohl noch für einen Liebhaber gehalten hat, eine Beteiligung an den 3,5 Millionen Euro an, welche die Versicherung in den kommenden Tagen zu überweisen hat. Als Weintraub ablehnt, schlägt Prätorius ihm die Champagnerflasche auf den Hinterkopf. Weintraub kann sich aufrappeln, im folgenden Handgemenge fällt er rücklings über das Geländer im ersten Stock auf die Speerspitze einer Kriegerfigur im Erdgeschoss und wird von ihr durchbohrt. Die Figur ist eines von vielen Artefakten in dem wie ein Museum wirkenden weitläufigen Haus, darunter Masken und Waffen von indigenen Völkern, die Jonas Prätorius nach Aussagen seiner Frau von seinen zahlreichen Forschungsreisen vor allem nach Mittel- und Südamerika mitgebracht hat.  
Nach der tödlich endenden Auseinandersetzung mit Weintraub schlägt Prätorius seine Frau heftig ins Gesicht, so dass sie Platzwunden und ein blaues Auge davonträgt, und zieht sich in sein Kellerversteck zurück. Die Wunden sollen die Geschichte untermauern, die sie der Polizei erzählt: Sie habe mit ihrem Anwalt Weintraub auf den Sieg im Prozess um die Auszahlung der Lebensversicherung für den für tot erklärten Mann angestoßen, dann aber sei es zu einer physischen Auseinandersetzung zwischen beiden gekommen. An den genauen Hergang des Geschehens könne sie sich jedoch nicht erinnern.  
Die Zweifel von Thiel und Boerne an der Geschichte von Doreen Prätorius, werden verstärkt, als ein Mitarbeiter von Weintraubs Kanzlei sich als dessen Lebensgefährte offenbart und erklärt, der tote Anwalt sei in keiner Weise an Frauen interessiert gewesen. Außerdem ergab die Obduktion, dass Weintraub keinen Alkohol im Blut hatte. 
Bei der Sichtung von Videobotschaften ihres angeblich verschollenen Mannes, die die angebliche Witwe der Polizei zur Verfügung stellt, kommt Boerne zu dem Schluss, dass eine der Aufnahmen höchstwahrscheinlich nicht, wie angegeben, in Südamerika entstanden ist, sondern in Australien. Auf einer polizeilich beschlagnahmten Säule entdeckt Boerne an einer Firmenschildchen, dass es sich um billigen Plunder „Made in China“ aus Touristenläden handelt. Als Thiel Doreen Prätorius mit diesen Erkenntnissen konfrontiert, begreift sie, dass ihr Mann ihr ein Forscherleben vorgegaukelt, in Wirklichkeit aber viele Male wochenlang auf ihre Kosten Urlaub in tropischen Ländern gemacht hat.
Bei einer Untersuchung des Hauses entdecken Boerne und Thiel die Geheimtür zu dem Kellerversteck. Als sie den bequem eingerichteten und mit Bildschirmen für die Überwachungskameras an der Außenseite des Hauses ausgestatteten Raum, in dem Jonas Prätorius sich zweieinhalb Jahre lang tagsüber versteckt hat, näher untersuchen, wird die zu ihm führende schwere Eisentür zugeschlagen und verriegelt. Boerne und Thiel sitzen in der Falle, sie haben in dem Keller keinen Handyempfang, auch wird der Strom abgestellt, nur die rote Notbeleuchtung funktioniert. Überdies hat Prätorius das Belüftungsrohr verstopft. Seine Frau war in der Zwischenzeit auf ihrer Bank, um die Millionen von der Versicherung abzuholen. Doch sind ihr nur 20.000 Euro ausgezahlt worden, eine größere Summe hätte sie vorher bestellen müssen. Ihr Mann bekommt angesichts des unerwartet kleinen Betrags einen Wutanfall, er sieht den gemeinsamen Fluchtplan gefährdet. Er schlägt sie bewusstlos, als sie ihm eröffnet, dass sie wegen seiner Betrügereien nicht mehr mit ihm fliehen wolle.
Prätorius trägt seine bewusstlose Frau zu dem Mercedes W 108, mit dem Boerne und Thiel gekommen sind. Während der Fahrt wacht sie auf. Ihr Mann brüstet sich mit der Information, dass er die beiden Ermittler im Keller eingeschlossen und somit außer Gefecht gesetzt habe. Daraufhin greift sie ihm in einem Waldstück unversehens ins Lenkrad. Der Wagen kommt ins Schleudern und prallt gegen einen Baum. Jonas Prätorius wird dabei von einem Ast durchbohrt; er stirbt auf die gleiche Weise wie der Rechtsanwalt Weintraub. Als Schrader erfährt, dass es sich bei dem Toten nicht um Boerne handelt, durchsucht die Polizei Doreen Prätorius’ Haus, da dort die Mobiltelefone der Vermissten zuletzt eingeloggt waren. Assistentin Silke Haller findet die beiden schließlich in dem Kellerraum. Als Thiel an der Unfallstelle ankommt, sagt Doreen Prätorius: „Ich habe meinen Mann umgebracht.“

## Hintergrund
Der Film wurde vom 20. Februar 2024 bis zum 20. März 2024 in Köln und Münster gedreht. Als Hintergrundmusik erklingen mehrmals Fragmente aus Giacomo Puccinis Oper Madame Butterfly. In der Szene, in der Boerne gemeinsam mit Thiel im Keller eingesperrt ist, bedauert er wiederholt, dass zur selben Zeit eine Aufführung dieser Oper stattfinde, zu der er Karten habe.

## Einschaltquoten
Die Erstausstrahlung von Man stirbt nur zweimal am 15. Dezember 2024 wurde in Deutschland von 11,52 Millionen Zuschauern gesehen und erreichte einen Marktanteil von 40,0 % für Das Erste.